# 3329 Golay
3329 Golay è un asteroide della fascia principale. Scoperto nel 1985, presenta un'orbita caratterizzata da un semiasse maggiore pari a 2,9958722 UA e da un'eccentricità di 0,0888052, inclinata di 10,41391° rispetto all'eclittica.